# 千代田石岡バイパス
千代田石岡バイパス（ちよだいしおかバイパス）は、茨城県土浦市からかすみがうら市を経由し、石岡市に至る予定のバイパスである。
完成すると、土浦市中貫から石岡市東大橋への全長15.7 kmのバイパスとなる。バイパスの名称は、バイパスルートが旧・新治郡千代田町、石岡市内を通過することから名付けられている。

## 概要
- 起点 : 茨城県土浦市中貫（国道6号バイパス中貫入口）
- 終点 : 茨城県石岡市東大橋（小美玉市境）
- 全長 : 15.7 km
- 規格 : 第3種1級
- 設計速度 : 80 km/h
- 道路幅員 : 26.0 - 30.0 m
- 車線幅員 : 3.5m
- 車線数 : 4車線

国道6号は、東京都内から千代田石岡バイパスまでが多車線道路として計画されている。
現在は地域高規格道路整備区間の工事に着手したところであり、完成日時等は未定である。石岡市中津川地区では、埋蔵文化財包蔵地を掘削するため、反対運動がある。

## 接続するバイパスの位置関係
（柏方面）取手バイパス - 藤代バイパス - 牛久土浦バイパス - 土浦バイパス - 千代田石岡バイパス（水戸方面）

## 交差する道路
- （茨城県道64号土浦笠間線）
- （茨城県道197号戸崎上稲吉線）
- 茨城県道53号つくば千代田線
- E6 常磐自動車道・千代田石岡IC
- （茨城県道221号飯岡石岡線）
- （茨城県道118号石岡田伏土浦線）
- （国道355号）
- （百里飛行場連絡道路（計画路線））

## 沿革
- 1997年（平成9年）3月 都市計画決定。
- 1998年（平成10年）度 かすみがうら市（旧・新治郡千代田町）市川地先 - 石岡市東大橋地先延長5.8 km区間事業化。
- 1998年（平成10年）6月 「百里飛行場連絡道路」が地域高規格道路の計画路線に指定。
- 1998年（平成10年）12月18日 「千代田石岡バイパス」(5.8 km)が整備区間に指定。
- 2004年（平成16年）7月 整備区間工事着手。